# René Amengual
René Astaburuaga Amengual (født 2. september 1911 i Santiago, Chile – død 2. august 1954) var en chilensk komponist,pianist og professor i musik.
Amengual studerede klaver (1923-1934), og kompostion hos Humberto Allende (1929-1939), på Santiago´s musikkonservatorium.
Han studerede senere i pædagogik på Teachers College of Columbia University i New York. 
Amengual har komponeret orkesterværker, klaverkoncert, kammermusik, 2 strygerkvartetter, kormusik, harpekoncert etc.

## Udvalgte værker
- Klaverkoncert (1941) - for klaver og orkester
- Hymne fra Universitetet i Chile (1942) - for kor
- Harpekoncert  (1950) - for harpe og orkester
- 10 preludier (1951) - for klaver